# Cumbitara
Cumbitara é um município da Colômbia, localizado no departamento de Nariño.